# Eszéki csata
Az eszéki csata (horvátul: Bitka za Osijek) a Jugoszláv Néphadsereg (JNA) által a horvátországi Eszék városa elleni tüzérségi támadás volt, amely a horvátországi háború idején 1991 augusztusától 1992 júniusáig zajlott. Az ágyúzás intenzitása 1991. november végén és decemberében tetőzött, majd miután a Vance-tervet elfogadták, 1992-ben csökkent. A bombázást a JNA gyalogos és páncélos egységeinek légicsapásokkal támogatott támadásai kísérték a városban lévő célpontok ellen, amelyek miközben a város lakosságának nagy része elmenekült, megközelítőleg 800 halálos áldozatot követelt. Horvát források becslése szerint Eszékre ebben az időszakban 6000 tüzérségi lövedéket lőttek ki.
Miután a JNA 1991. november 18-án elfoglalta Vukovárt, Eszék volt horvátországi hadjáratának következő célpontja. A 12. (újvidéki) hadtest alá rendelt JNA egységek, a Szerb Önkéntes Gárda támogatásával november végén és december elején szerény előretörést értek el, mely során több Eszéktől délre fekvő falut elfoglaltak, de összességében a Horvát Hadsereg sikeresen tartotta védelmi vonalait, megakadályozva a JNA nagyobb arányú előrenyomulását.
Az eszéki csata után a horvát hatóságok tizenhárom JNA tiszt ellen emeltek vádat civilek ellen elkövetett háborús bűnök miatt, de letartóztatásukra a mai napig nem került sor. A horvát hatóságok Eszék védelmének háborús parancsnokát, Branimir Glavašt és további öt személyt is megvádoltak a városban 1991-ben elkövetett háborús bűnökkel. Az ötüket elítélték, és nyolc és tíz év közötti börtönbüntetést kaptak, míg Glavaš ellen 2015 márciusától indult bírósági eljárás.

## Előzmények
1990-ben, a horvát szocialisták választási vereségét követően az etnikai feszültségek tovább fokozódtak. A Jugoszláv Néphadsereg (Jugoslovenska Narodna Armija – JNA) elkobozta Horvátország területvédelmi fegyvereit (Teritorijalna obrana – TO), hogy minimalizálja a lehetséges ellenállást. 1990. augusztus 17-én a fokozódó feszültség a horvátországi szerbek nyílt lázadásává fajult.A lázadás Dalmácia hátországának Knin körüli, túlnyomórészt szerbek lakta területein, valamint a Lika, Kordun, Banovina régiók és Kelet-Horvátország egyes részein zajlott. 1991 januárjában Szerbia Montenegró, valamint a szerbiai Vajdaság és Koszovó tartományok támogatásával kétszer is sikertelenül próbálkozott, hogy megszerezze a jugoszláv elnökség jóváhagyását a JNA bevetéséhez a horvát biztonsági erők leszerelésére.
A szerb felkelők és a horvát különleges rendőrség között márciusban vívott vértelen összecsapás után maga a JNA, Szerbia és szövetségesei támogatásával, kérte a szövetségi elnökséget, hogy adjon neki háborús jogosítványokat és hirdessen ki rendkívüli állapotot. A kérelmet 1991. március 15-én elutasították, és a JNA Slobodan Milošević szerb elnök irányítása alá került 1991 nyarán, amikor a jugoszláv szövetség szétesésnek indult. A hónap végére a konfliktus eszkalálódott, ami a háború első halálos áldozataihoz vezetett. A JNA ezután közbelépett, hogy támogassa a felkelőket, és megakadályozza a horvát rendőrség beavatkozását. Április elején a horvátországi szerb lázadás vezetői bejelentették, hogy az ellenőrzésük alatt álló területeket integrálják Szerbiával. Horvátország kormánya ezt az elszakadás aktusának tekintette.

## Az események lefolyása

### A szemben álló erők
A JNA először 1991. július 3-án avatkozott be közvetlenül Horvátország ellen, kiűzve a horvát erőket Baranyából, az Eszék városától északra fekvő területekről, valamint az Eszéktől keletre fekvő Erdődről, Almásról és Dályáról. Az előrenyomulást szakaszos harcok követték Eszék, Vukovár és Vinkovce környékén. Ezek során a JNA állásai több ponton megközelítették Eszék város határát.
Az Eszék melletti JNA egységeket a 12. (újvidéki) hadtestnek rendelték alá, amelyet Andrija Biorčević vezérőrnagy irányított. Magában a városban a JNA-nak több laktanyája volt, amelyekben a 12. Proleter gépesített dandár és a 12. vegyes tüzérezred kapott helyet. A 12. Proleter gépesített dandárból a JNA-nak egy maroknyi zászlóalja volt teljes harckészültségben. A Nekcse és Belovár irányába tervezett nyugati offenzíva kiindulópontjaként Eszéket határozták meg.
A térségben tartózkodó horvát erők formálisan a Karl Gorinšek ezredes vezette eszéki hadműveleti zóna parancsnokságának voltak alárendelve. A gyakorlatban a város védelmét, amint az a Glavaš-perben a 2000-es években elhangzott információkból kiderült, Branimir Glavaš, az eszéki Nemzetvédelmi Hivatal akkori vezetője felügyelte. Glavaš hivatalosan 1991. december 7-én lett a városvédelem parancsnoka.

### A város ágyúzása
A JNA először 1991. július 31-én támadta meg Eszéket aknavetőtűzzel, majd 1991. augusztus 19-én erősen bombázta a város központját. A támadások északról, keletről és délről érkeztek, magán Eszéken belül pedig az ott állomásozó JNA helyőrségei támogatták őket. Szeptember 7–9-én a várostól három kilométerre délre fekvő Tényén a szerbek eredménytelenül támadtak. A JNA helyőrségeit szeptember közepétől ostromolták a horvát erők. Miután 1991. szeptember 15-én elfoglaltak egy belvárosi laktanyát, a megmaradt JNA helyőrség megpróbálta áttörni a laktanyát ostromló horvát csapatokat, és heves harcok után 1991. szeptember 17-én Eszéktől délre elérte a JNA állásait. Az ágyúzás intenzitása ezt követően nőtt, és novemberben és decemberben érte el csúcspontját. Miután 1992 januárjában, a Vance-terv elfogadását követően tűzszünetet kötöttek, a tüzérségi támadások elmaradtak és szakaszossá váltak, majd júniusra teljesen megszűntek.
Csúcspontja idején a bombázás intenzitása elérte a percenkénti egy lövedéket is,  és a tüzérségi támadások hatását tetézték a jugoszláv légierő város elleni csapásai. Horvát források szerint ebben az időszakban összesen 6000 tüzérségi lövedéket lőttek ki Eszékre. A bombázás megkezdése előtt Eszék polgári lakossága 104  761fő volt és további 129 792 lakos élt az önkormányzathoz tartozó egyéb településeken. Mivel a civilek elmenekültek a harcok elől a lakosság tényleges létszáma ennél lényegesen kevesebb volt. Becslések szerint november végére a lakosságnak csak körülbelül egyharmada maradt a városban, egyes források pedig számukat még ennél is alacsonyabbra becsülik, ami arra utal, hogy a város lakossága a bombázás legintenzívebb időszakában mindössze 10 000 civilre csökkent. Azok, akik a harcok során Eszéken maradtak, általában bombabiztos óvóhelyeken aludtak.

### A szárazföldi offenzíva
Miután a JNA és a szerb félkatonai egységek november 18-án elfoglalták Vukovárt, a JNA 12. hadteste a Szerb Belügyminisztérium által kiképzett Szerb Önkéntes Gárda félkatonai csapatai által támogatva november 20-án Vinkovce és Eszék között megkezdte előrenyomulását. Úgy tűnt, hogy Eszék városa a JNA következő célpontja, amit később Života Panić tábornok, a JNA 1. katonai körzetének parancsnoka is megerősített.
1991. november 21-én a JNA elfoglalta Stari Seleš, Novi Seleš és Ernestinovo falvakat, amelyek Eszéktől körülbelül tíz kilométerre délre találhatók. Három nappal később elfoglalták az Ernestinovótól öt kilométerre délre fekvő Szentlászlót. Ezek a fejlemények fenyegették Diakovárat, és Eszék lehetséges bekerítésére utaltak. 1991. december 4-én Cyrus Vance volt amerikai külügyminiszter, az Egyesült Nemzetek Szervezete főtitkárának különmegbízottja Eszékre látogatott, hogy megvizsgálja a károkat.
December elején a JNA szerény előrehaladást ért el, és 1991. december 5-én elfoglalta az Eszéktől hat kilométerre délre található Antalfalut. Ugyanezen a napon a páncélozott JNA erők sikertelenül támadták meg a horvát 106. dandár állásait körülbelül két kilométerre keletre Eszéktől, a Drávanémeti közelében fekvő Rosinjača erdőben. December 6-án a JNA kiszorította a horvát csapatokat Tényéről, de az Eszék elleni további támadást a horvát hadsereg december 7-én visszaverte. December 11-én a horvát erők behatoltak Paulin Dvor faluba, amely alig három kilométerre található nyugatra Ernestinovótól [12], és 19 civilt (18 szerbet és egy magyart) kivégeztek. A JNA öt nappal később, december 16-án visszafoglalta Paulin Dvort, és ismét megtámadta Eszéket. A horvát védőknek sikerült megfékezni a támadást, bár a harcok Eszéktől délre 1992 januárjáig még folytatódtak.

### A Đavolja greda hadművelet
A JNA Eszéktől északra történő előretörése a város északi szélét szegélyező, a Dráva folyón átívelő keskeny hídfő horvát ellenőrzését fenyegette. December közepére a hídfő egy Eszékkel szemközti földsávra redukálódott, amely Podravlje és Tvrđavica külvárosi településeket foglalta magában. A fenyegetés elhárítása érdekében a horvát hadsereg december 17–18-án „Operacija Đavolja greda” (más néven Kopácsi rét) fedőnéven offenzívát indított. Az offenzíva, amelyben a 135. dandár 1. zászlóalja, a különleges erők „Frangepán” zászlóalja és az eszéki székhelyű „Orao” különleges rendőri egység részei, a Drávai folyami flotta, a 106. dandár tüzérsége és a 4. pélmonostori rendőrállomás személyi állománya vett részt, sikeresen tolta vissza a JNA erőit északra, a Dráva-holtágon túlra, amely körülbelül négy kilométerre Eszéktől északra található. A JNA Kopács faluból is kivonult Dárda és Várdaróc irányába, de a horvát hadseregnek nem volt elegendő forrása a siker kiaknázására. A horvátok az offenzívában nyolc halálos áldozatot veszítettek, de a JNA észak felől Eszék felé tartó előrenyomulása megállt.

## Következmények
A bombázások következtében 1992 júniusáig megközelítőleg 800 ember vesztette életét. A horvát függetlenségi háború végére, 1995-re összesen 1724 eszéki ember vesztette életét, köztük 1327 katona és 397 civil. A háború alatt maga a város is nagy károkat szenvedett, a közvetlen károk nagy része az 1991–1992-es bombázás következményeként következett be. A város által elszenvedett közvetlen háborús károkat összesen 1,3 milliárd USA dollárra becsülték. A bombázások során a károkat rendszeresen 400 önkéntes rögzítette.
Bár Eszék bombázásáról a média is beszámolt, a város újságírói úgy érezték, hogy a háborús eseményekhez képest indokolatlanul alacsony szintű médiavisszhangot kapott Horvátországban. Az Eszék elleni támadásokat üdvözölte a Szerb Ortodox Egyház által kiadott „Pravoslavlje” című újság, amely a jelek szerint a független Horvátországot a második világháborús Független Horvát Állam által elkövetett mészárlások és koncentrációs táborok kontextusába helyezve, a „szent háború” részeként áldását adta a támadásra.
A JNA 1992-ben kivonult Horvátországból, de továbbra is harcosokat és felszerelést adott a Krajinai Szerb Köztársaság hadseregének (ARSK), amely a korábban a JNA birtokában lévő területeket ellenőrizte. Bár a Vance-terv alapján az Egyesült Nemzetek békefenntartói bevonultak a térségbe, és az ARSK nehézfegyvereinek nagy részét raktárakba gyűjtötték, Eszéket a háború során időszakosan továbbra is bombázták. Az utolsó tüzérségi csapás a várost 1995 szeptemberében érte. 1995 novemberében a horvát uralom helyreállítását biztosító Erdődi megállapodás révén megszűnt az ellenségeskedés a két fél között.
2010 novemberében az akkori horvát elnök, röviddel azután, hogy szerb kollégája, Boris Tadić hivatalos bocsánatkérést adott ki a vukovári mészárlás miatt, Ivo Josipović is hivatalosan bocsánatot kért a Paulin Dvor-i vérengzésért.

### A háborús bűnösök felelősségre vonása
2008-ban a horvát hatóságok hivatalosan megvádolták Boro Ivanović ezredest, a JNA 12. Proleter gépesített dandárának parancsnokát és tizenkét másik JNA tisztet a polgári lakosság ellen elkövetett háborús bűnökkel. A vádak között szerepel 307 eszéki civil halála és további 171 civil megsebesítése, valamint legalább 1188 különböző építmény megsemmisítése a városban és a környező területeken. 2013-ban a vád alá helyezett tisztek mindegyike szabadlábon volt Szerbiában.
2005-ben az Eszéki Kerületi Bíróság a Paulin Dvor-i gyilkosságokban való részvétele miatt 15 év börtönbüntetésre ítélte Nikola Ivanković volt horvát katonát. 2012-ben Enes Viteskovićot is elítélték az atrocitásban való részvétele miatt, ő tizenegy év börtönt kapott.
A háború után tizenegy rendbeli gyilkosságért, egy gyilkossági kísérletért és egy szerb civil megkínzásáért, akit az 1991. szeptember 15-én feladott JNA laktanyában találtak, öt horvát harcost vádoltak meg és ítéltek el. Valamennyien öt és nyolc év közötti börtönbüntetést kaptak. Glavaš, akinek ügyét, ugyanazokért a bűncselekményekért velük együtt tárgyalták, tíz év börtönt kapott. Mielőtt az ítélet 2009-ben jogerőre emelkedett, Glavaš a kiadatás elkerülése érdekében Bosznia-Hercegovinába menekült, ahol megkapta az állampolgárságot. Amikor végül Bosznia-Hercegovinában letartóztatták és bebörtönözték, büntetését nyolc évre mérsékelték, mely 2010-ben jogerőre emelkedett. 2015 januárjában a horvát alkotmánybíróság a Horvátország Legfelsőbb Bírósága előtti új eljárásig hatályon kívül helyezte az ítéletet. Január 20-án Glavašt kiengedték a mostari börtönből. 2015. február 1-jén, majdnem hat év távollét után Glavaš visszatért Eszékre, ahol valamivel több, mint egy hónap után (2015. március 5-én) ismét letartóztatták (immár hatodszor) és azzal a magyarázattal, hogy „az elsőfokú ítélet még érvényben van, amellyel Glavašt 10 év börtönbüntetésre ítélték” a remiteneci börtönbe szállították. Közvetlenül letartóztatása után Glavaš nyilvánosan bejelentette, hogy éhségsztrájkot kezd, és letartóztatásának teljes 27 napján folytatta éhségsztrájkját, majd 2015. március 31-én a zágrábi megyei bíróság határozatával szabadlábra helyezték. Több perújítás után pere 2021. július 5-én indult újra a Zágráb Megyei Bíróság előtt.

## Fordítás
Ez a szócikk részben vagy egészben  a   Battle of Osijek című angol Wikipédia-szócikk ezen változatának fordításán alapul.  Az eredeti cikk szerkesztőit annak laptörténete sorolja fel. Ez a jelzés csupán a megfogalmazás eredetét és a szerzői jogokat jelzi, nem szolgál a cikkben szereplő információk forrásmegjelöléseként.